# Un anno d'amore/E se domani
Un anno d'amore/E se domani è il 65° singolo di Mina, pubblicato a novembre del 1964 su vinile a 45 giri dall'etichetta Ri-Fi.

## Il disco
Ristampato ad aprile del 1965 con stessa copertina ma di colore verde e sostituendo il lato B con Era vivere.
Di questo 45 giri esiste sia una versione per jukebox, non venduta al pubblico, sia una per il mercato turco pubblicata nel 1965 (Primary 45-4048).
Sempre nel 1965, Nancy Cuomo incide gli stessi brani prima su 45 giri e poi in una raccolta su 33 giri per la KappaO.
Arrangiamenti, orchestra e direzione orchestrale di Augusto Martelli.

## Successo e classifiche
È uno dei 45 giri più venduti della carriera di Mina, il grande successo fu probabilmente dovuto all'accoppiata su un unico supporto di due delle canzoni tra le più apprezzate dal pubblico.
| Classifica 1965      | Posizione          | Settimane |
| -------------------- | ------------------ | --------- |
| 16 gennaio           | 10                 | 1         |
| 23 - 30 gennaio      | 9                  | 1         |
| 6 - 20 febbraio      | non nelle prime 10 | 3         |
| 27 febbraio          | 12                 | 1         |
| 6 - 27 marzo         | 5                  | 4         |
| 3 aprile             | 3                  | 1         |
| 10 aprile - 1 maggio | 2                  | 4         |

| Data          | Posizione | Settimane |
| ------------- | --------- | --------- |
| 8 - 29 maggio | 1         | 4         |
| 5 giugno      | 3         | 1         |
| 12 giugno     | 2         | 1         |
| 19 giugno     | 3         | 1         |
| 26 giugno     | 5         | 1         |
| 3 luglio      | 7         | 1         |
| 10 luglio     | 8         | 1         |

(Nota: i dati di gennaio si riferiscono a E se domani, quelli dei mesi successivi a Un anno d'amore)

Quasi sette mesi di permanenza nella classifica top-10 dall'inizio dell'anno (escluso febbraio), 4 settimane consecutive al primo posto, 12 settimane di seguito fra le prime tre e 17 tra le prime 5, ne fanno il quarto singolo più venduto del 1965.

## Un anno d'amore
Cover del brano originale C'est irréparable, scritto e interpretato da Nino Ferrer, inserita nell'album Studio Uno dell'anno seguente.

### Testo e musica
Il testo in italiano di Mogol ed Alberto Testa parla di una donna che cerca di salvare il rapporto di coppia in crisi dopo un anno d'amore.
La melodia inizia con sequenze dissonanti di chitarra elettrica e vibrafono, avvolte da un emozionante sussurrato di Mina, a scandire una sorta di blues che si apre gradualmente in jazz con un contrappunto d'archi, sottolineato dal ritmo "slow terzinato" tipico dell'epoca, per finire con i tradizionali acuti della cantante.

### Video
Mina promuove due volte l'intera canzone cantando dal vivo nel varietà televisivo Studio Uno durante il 1965:
- nella seconda puntata del 20 febbraio (durata 3:45)
- nell'ottava puntata del 3 aprile (durata 4:12).

I video di queste esibizioni sono contenuti rispettivamente nei DVD Gli anni Rai 1962-1965 Vol. 9 e Gli anni Rai 1965-1966 Vol. 8, inseriti entrambi in un cofanetto monografico di 10 volumi pubblicato da Rai Trade e GSU nel 2008.
Il brano è stato anche filmato per un carosello pubblicitario della pasta Barilla.

### Versioni di Mina
Mina nel 1965 la incide anche in:
- spagnolo, titolo Un año de amor e testo di Gaby Verlor, per la raccolta Mina latina (1998)[11]
- giapponese, titolo Wakare e testo di Kenji Sazanami, per l'antologia Mina in the world (2000)
- turco, titolo Dön bana e testo di Sezen Cumhur Önal, ancora in Mina in the world.

### Altre cover
- Nel 1991 Pedro Almodóvar riadatta il testo in spagnolo (dalla traduzione italiana e NON dall'originale in francese) per il suo film Tacchi a spillo, in cui è Miguel Bosé, in versione "Drag queen", a mimare la canzone sulla voce di Luz Casal.[9] Nel 2007 Mina riprende questa edizione per il suo album in spagnolo Todavía e la esegue in duetto con Diego "El Cigala".
- Nel 2008 Orietta Berti la incide in italiano per l'album Swing, un omaggio alla mia maniera.
- Nel 2012 è Al Bano a cantarla sia in italiano (Fratelli d'Italia) e sia in spagnolo (Canta Italia).

## E se domani
Versione diversa da quella pubblicata a maggio dello stesso anno nell'album Mina, ma identica a quella contenuta nel singolo (ancora una volta come lato B) Brava/E se domani dell'anno seguente.
Mina ha proposto il brano registrato dal vivo più volte e per vari show televisivi:
- 1965 - integralmente (durata 3:06) nella settima puntata Studio Uno del 27 marzo[10]
- 1966 - integralmente (3:04) nella sesta (ultima) puntata di Aria Condizionata in onda il 14 agosto[13]
- 1968 - in frammento (1:16) nell'undicesima puntata di Su e giù del 18 aprile[14]

I video corrispondenti a queste performance sono contenuti nei DVD del già citato cofanetto Gli anni Rai, e nell'ordine: 1965-1966 Vol. 8, 1966-1967 Vol. 7 e 1967-1968 Vol. 5.

### Storia
Brano presentato al Festival di Sanremo 1964 da Fausto Cigliano e da Gene Pitney, viene escluso dalla finale nonostante un buon successo di pubblico e di critica.
Lo stesso anno Carlo Alberto Rossi, autore e editore della canzone (assieme al celebre paroliere Giorgio Calabrese), già noto a Mina e al suo pubblico per il non entusiasmante successo sanremese precedente di Le mille bolle blu, che aveva fatto decidere la cantante di non calcare più palcoscenici di competizioni canore, dopo grandi sforzi convince Mina a inciderla e aggiungerla al nuovo album Mina, cui mancava solo un brano per essere completato.
In breve tempo il pezzo diventa la canzone più significativa dell'LP e le continue richieste obbligheranno la Ri-Fi a inserirlo, come lato B, in ben due singoli successivi, questo del 1964 e Brava del 1965.
Molti anni dopo proprio Rossi dichiarerà che, in seguito al grande successo dell'interpretazione di Mina in questo brano, avrebbe pensato la partecipazione di ogni sua canzone a un nuovo Festival, soprattutto nell'ottica di un eventuale remake della cantante. Da parte sua Mina sceglierà di incidere, rispettivamente tratte dal Festival di Sanremo 1966 e 1968, le canzoni Se tu non fossi qui e Che vale per me composte da Carlo Alberto Rossi su testi della moglie Marisa Terzi.

### Testo e musica
Il brano, che passa quasi inosservato al Festival arrivando penultimo, forse per le ardite e troppo cerebrali ipotesi ("mettiamo il caso", "e sottolineo se"...) del testo, che non hanno certo giovato ad una sua immediata comprensione nonostante una costruzione abbastanza lineare e poetica, sorretta da una melodia slow elegante e raffinata, geometrica ma allo stesso tempo poco ripetitiva, nell'interpretazione di Mina si prende subito la sua grande rivincita, diventando un classico della musica italiana e una tra le canzoni più eseguite e richieste del repertorio della cantante.

### Versioni di Mina
- Nel 1965, Mina incide la canzone in spagnolo. Y si mañana (testo di Víctor Merino) è reperibile nelle raccolte España, mi amor... (1992) e  Mina latina pubblicata da MBO nel 1998.[11]
- Nel 1988 per i suoi 30 anni di carriera, Mina interpreta ancora il brano in italiano, questa volta nella versione acustica, con il solo accompagnamento al pianoforte di Renato Sellani, che fa parte della raccolta Oggi ti amo di più.

### Altre cover
Vanta più di un centinaio di rifacimenti tra Italia ed estero, famosi ad esempio quelli di Julio Iglesias, Morgana King, Nilla Pizzi, Guido Relly e la sua orchestra; particolare, ma meno conosciuto quello di Natalino Otto.
Esiste la versione del 1964, a 45 giri, cantata dall'autore (Juke Box, JN 2299), inserita nella raccolta del 1967 Sempre (CAR Juke Box, CRJLP 00010).
Nel 1995 Amii Stewart interpreta il brano inserito nella compilation Mina contro Battisti - Le canzoni della nostra vita (RTI Music, RTI 0214-2).
Nel 2009 Nicky Nicolai incide la versione jazz del brano per l'album Sophisticated Lady (La Musica di Repubblica - L'Espresso).

## Tracce
Lato A
1. Un anno d'amore (C'est irreparable) – 3:10 (testo: Mogol, Alberto Testa – musica: Nino Ferrer; edizioni musicali Settebello)

Lato B
1. E se domani – 3:04 (testo: Giorgio Calabrese – musica: Carlo Alberto Rossi; edizioni musicali C.A. Rossi)